# Ryosuke Yamanaka
Ryosuke Yamanaka (jap. 山中 亮輔 Yamanaka Ryosuke; ur. 20 kwietnia 1993 w Kashiwie) – japoński piłkarz występujący na pozycji obrońcy. Obecnie występuje w Yokohama F. Marinos.

## Kariera klubowa
Od 2012 roku występował w klubach Kashiwa Reysol, JEF United Chiba i Yokohama F. Marinos.